# Xã Chippewa, Quận Mecosta, Michigan
Xã Chippewa (tiếng Anh: Chippewa Township) là một xã thuộc quận Mecosta, tiểu bang Michigan, Hoa Kỳ. Năm 2010, dân số của xã này là 1.212 người.